# Fabeae
Fabeae je tribus (seskupení rodů) čeledi bobovité dvouděložných rostlin. Zahrnuje pouze 5 rodů a asi 330 druhů, rozšířených zejména v mírném pásu severní polokoule. Jsou to byliny povětšině se zpeřenými listy a s motýlovitými květy. Náležejí sem významné luštěniny (hrách, čočka, bob) i plané rostliny (vikev, hrachor) rozšířené v české přírodě.

## Popis
Zástupci tribu Fabeae jsou jednoleté nebo vytrvalé byliny. Mohou být přímé, poléhavé nebo šplhavé pomocí úponků na listech. Listy jsou obvykle sudozpeřené a se středním vřetenem listu končícím úponkou, štětinou nebo žlázkou, řidčeji lichozpeřené nebo bez listové čepele a redukované na fylodia. Lístky jsou celokrajné nebo pouze výjimečně zubaté. Palisty jsou často velké a listovité, palístky chybějí. Květy jsou jednotlivé nebo v úžlabních hroznech či svazečcích. Kalich je zvonkovitý, zakončený 5 stejnými nebo nestejnými zuby. Koruna je klasicky motýlovitá. Tyčinek je 10, jedna tyčinka je volná nebo do různé míry srostlá se zbývajícími. Semeník obsahuje 2 až mnoho vajíčko|vajíček. Lusky jsou zpravidla zploštělé a pukající 2 chlopněmi. Obsahují 2 až mnoho semen, výjimečně jen jedno. Semena jsou kulovitá, zploštělá, čočkovitá nebo podlouhlá.

## Rozšíření
Tribus Fabeae zahrnuje 5 rodů a asi 330 druhů. Největší rody jsou hrachor (Lathyrus) a vikev (Vicia), oba zahrnují po 160 druzích. Tribus je rozšířen především v mírném pásu severní polokoule, rody vikev a hrachor mají největší areál rozšíření a oba zasahují i do východní Afriky a mírného pásu Jižní Ameriky. Jeden druh vikve roste i na Havaji. Rody hrách a čočka se vyskytují v oblasti od Středomoří po západní Asii. Rod Vavilovia obsahuje jediný druh, který je endemitem Kavkazu.
V přírodě České republiky jsou jako původní rostliny zastoupeny rody hrachor (Lathyrus) a vikev (Vicia).

## Zástupci
- čočka (Lens)
- hrách (Pisum)
- hrachor (Lathyrus)
- vikev (Vicia)

## Význam
Čočka jedlá a hrách setý náležejí mezi významné luštěniny, v minulosti se hojně pěstoval i bob obecný. Hrachory a vikve jsou výživné pícniny. Některé hrachory jsou pěstovány jako okrasné rostliny.

## Přehled rodů
Lathyrus, Lens, Pisum, Vavilovia, Vicia